# モンジャ・ロインデフォ
モンジャ・ロインデフォ（英語:Monja Roindefo Zafitsimilavo、1965年 - ）はマダガスカル共和国の政治家。同国首相（第21代）を務めた。

## 略歴
1965年にMonja Jaonaの息子として生まれる。2006年12月3日に行われた大統領選挙に立候補したがわずか21票（得票率0.00047％、14人中最下位）に終わる。
2009年2月にマーク・ラヴァルマナナ大統領が野党指導者のアンドリー・ラジョエリナをアンタナナリボ市長から解任し、更に国防相と軍参謀長を事実上解任したことで辞任デモが勃発。3月15日には野党側が一方的に大統領宮殿を占拠し、ラヴァルマナナは大統領を辞任に追い込まれ権限を軍に移譲した（マダガスカル・クーデター）。このためシャルル・ラベマナンザーラ首相は解任され、ロインデフォが新しく首相の座に就いた。2009年10月10日にアンドリー・ラジョエリナ大統領に解任された。